# Wilhelm Melhop
Wilhelm Melhop (* 11. März 1856 in Hamburg; † 29. April 1943 ebenda) war ein deutscher Bauingenieur, der zu Themen veröffentlichte, mit denen er beruflich beschäftigt war, und nach seiner Pensionierung die „Historische Topographie der Freien und Hansestadt Hamburg“ fortsetzte.

## Leben

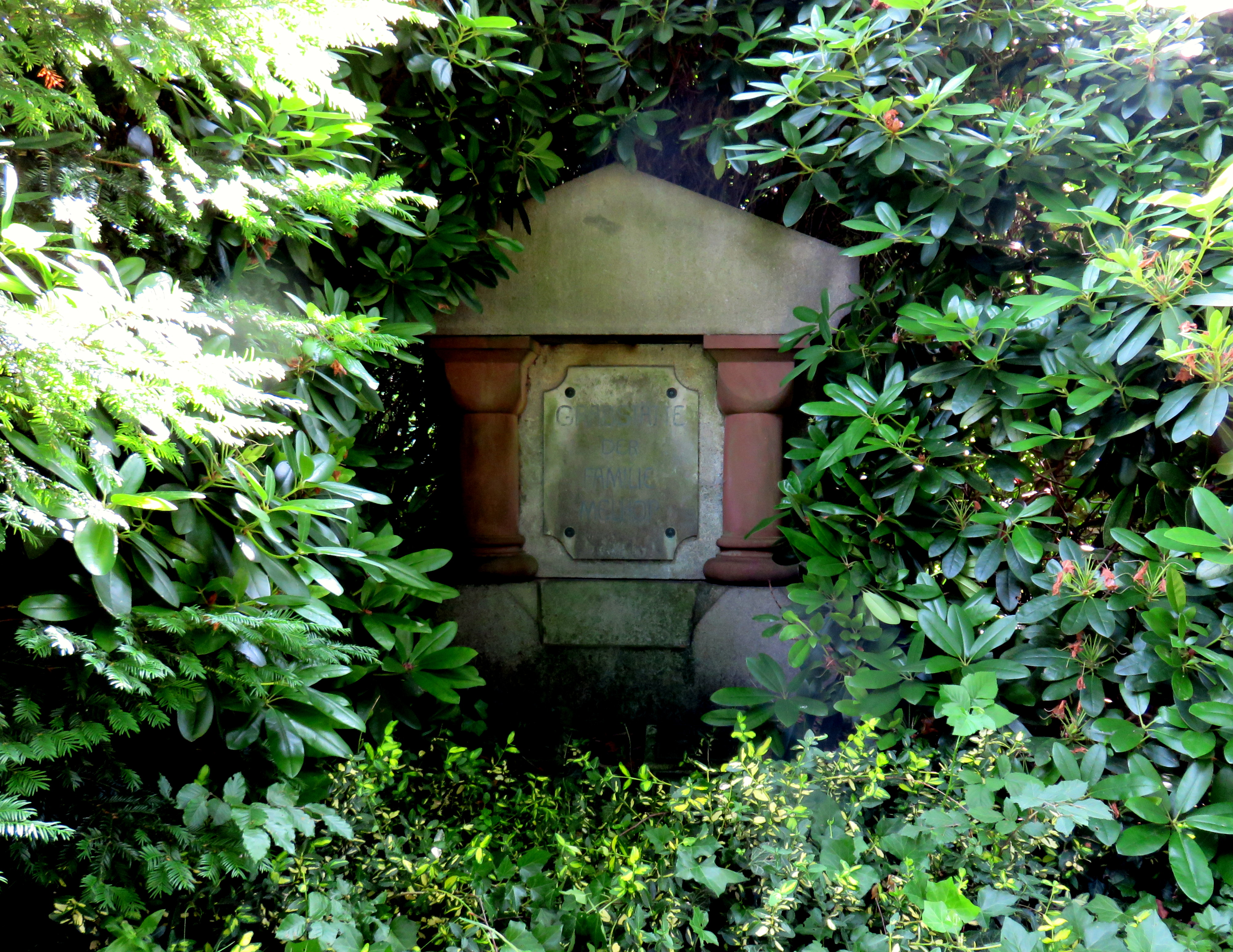
Familiengrabstätte auf dem Ohlsdorfer Friedhof

Er war der einzige Sohn des Kaufmanns und Schriftstellers Wilhelm Peter Melhop und dessen Frau Hanchen Krüger (1817–1869).
Melhop besuchte von 1863 an die Privatschule von Fresen in der Lindenstraße in St. Georg und ab 1868 diejenige von Dr. Bartels & Förstler in der Böckmannstraße.  Nach dem Schulbesuch studierte Melhop Architektur und Bauingenieurwesen von 1875 bis 1879. Im August 1880 begann er eine Tätigkeit als Zeichner. 1884 trat Melhop als angestellter „Baukondukteur 2ter Klasse“ in die Abteilung Ingenieurwesen der Baudeputation ein. Unter seinem Vorgesetzten Franz Andreas Meyer „… baute ich mehrere kleine Brücken auf der Uhlenhorst und in Winterhude, daselbst auch u. a. die über 70 m lange Krugkoppelbrücke …“ Nachdem er zum „Baumeister 1ter Gehaltsklasse“ aufgestiegen war, wechselte er im Jahr 1903 aufgrund fehlender Aufstiegsmöglichkeiten unter dem Nachfolger seines ehemaligen Vorgesetzten Meyer als Bauinspektor in der Abteilung für Rohrnetzbau der Deputation für Beleuchtungswesen. Am 1. Januar 1912 wurde Melhop zum Baurat und anschließend zum Oberbaurat befördert. In dieser Position wurde Melhop 1922 pensioniert.
In den 1920er Jahren schrieb er Werke zur historischen Topografie der Hansestadt Hamburg und Artikel zur Stadtgeschichte. 1932 veröffentlichte er ein Buch über die Alster. Sein Buch über die Alster ist ein Wälzer mit 668 Seiten und wiegt nahezu zwei Kilogramm.
Wilhelm Melhop wurde oberhalb des Rosengartens auf dem Ohlsdorfer Friedhof beigesetzt.
In Hamburg-Ohlstedt wurde 1948 der Melhopweg nach ihm benannt.

## Schriften

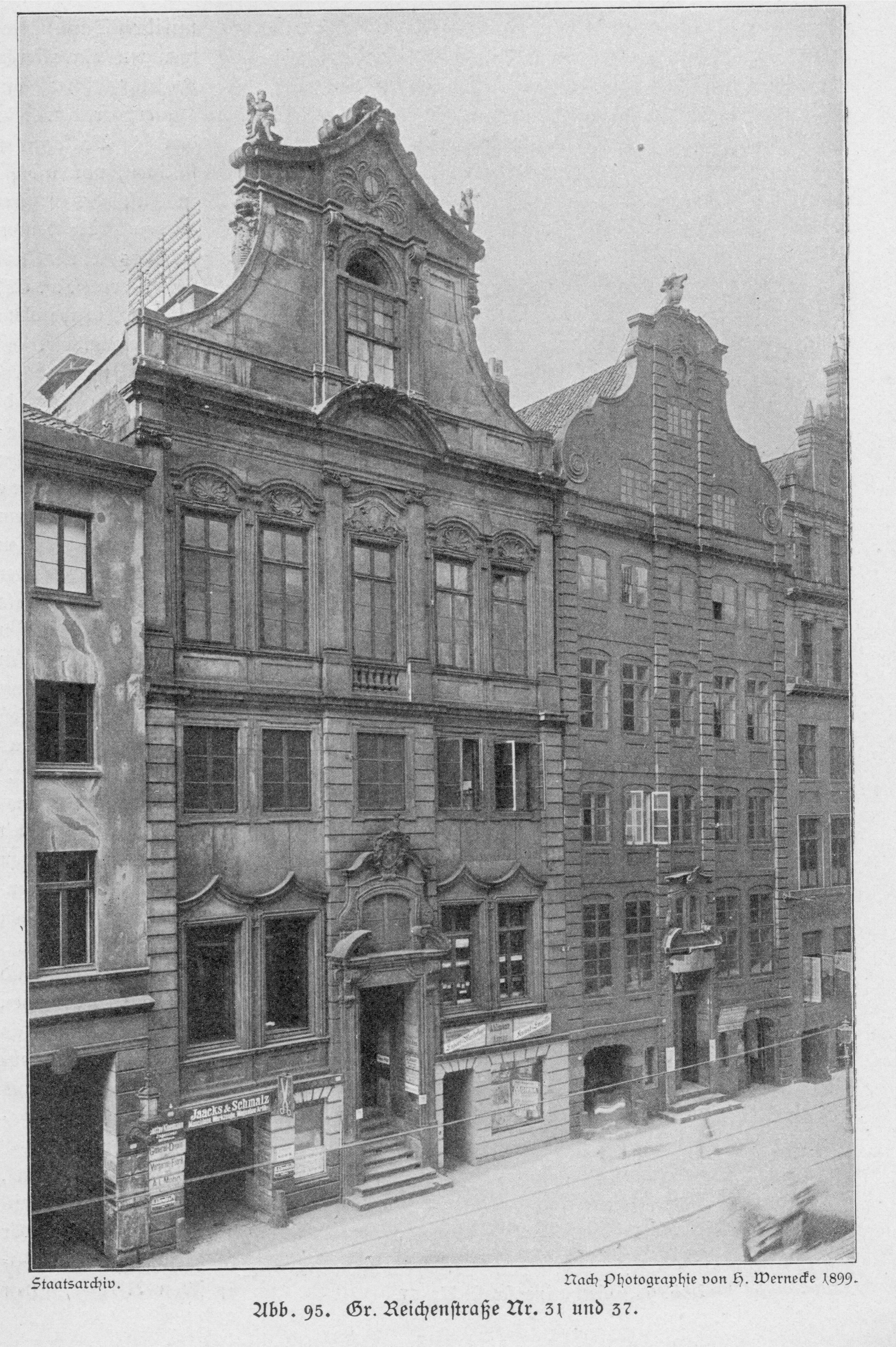
Große Reichenstraße, Baustil-Abbildung aus
Alt-Hamburgische Bauweise

- Historische Topographie der Freien und Hansestadt Hamburg von 1895 bis 1920. Mit Nachträgen bis 1923/24. In 2 Bänden. Otto Meißners Verlag, Hamburg 1923 und 1925
- Historische Topographie der Freien und Hansestadt Hamburg von 1880 bis 1895. (nebst vielen Nachträgen aus älterer Zeit) im Anschluß an die „historische Topographie“ von C. F. Gaedechens. W. Mauke Söhne, Hamburg 1895 (uni-hamburg.de).
- Alt-Hamburgische Bauweise. Kurze geschichtliche Entwicklung der Baustile in Hamburg (dargestellt am Profanbau bis zum Wiedererstehen der Stadt nach dem großen Brande von 1842 nebst ortskundlichen und lebensgeschichtlichen Angaben). Boysen & Maasch, Hamburg 1908 (Digitalisat – erste Auflage 2000 Stk., reichhaltig bebildert; zweite neubearbeitete Auflage 1925).
- Das Hamburger Beleuchtungswesen. A) Die Hamburger Gaswerke, B) Die Elektrizitätswerke. Meißner, Hamburg 1925 (kurze geschichtliche Darstellung).
- Die Alster. Geschichtlich, ortskundlich und flußbautechnisch beschrieben. Paul Hartung, Hamburg 1932 (uni-hamburg.de – mit 5 Kartenbeilagen und 421 Textabbildungen; einige Kapitel waren vorher in verschiedenen Ausgaben des Jahrbuch des Alstervereins erschienen.).

### Artikel
- Wasserversorgung im alten Hamburg unter Berücksichtigung der Alsterwasserkünste (= Alsterverein [Hrsg.]: Jahrbuch des Alstervereins e. V. Band 5). 1905, ZDB-ID 2577994-1, S. 6–14 (uni-hamburg.de).
- Johann von Hummelsbüttel und die Burg zu Stegen (= Alsterverein [Hrsg.]: Jahrbuch des Alstervereins e. V. Band 3). 1903, S. 1–5 (uni-hamburg.de).
- Die Lombardsbrücke (= Alsterverein [Hrsg.]: Jahrbuch des Alstervereins e. V. Band 15). 1925, S. 4–8 (uni-hamburg.de).
- Von hamburgischen Waldherren (= Alsterverein [Hrsg.]: Jahrbuch des Alstervereins e. V. Band 25). 1941, S. 85–94 (uni-hamburg.de).